# Freccia Vallone femminile 2023
La Freccia Vallone femminile 2023, ventiseiesima edizione della corsa e valevole come tredicesima prova dell'UCI Women's World Tour 2023 categoria 1.WWT, si svolse il 19 aprile 2023 su un percorso di 127,3 km, con partenza da Huy e arrivo sul Muro di Huy, in Belgio. La vittoria andò all'olandese Demi Vollering, la quale completò il percorso in 3h29'25", alla media di 36,473 km/h, precedendo la tedesca Liane Lippert e l'italiana Gaia Realini.
Sul traguardo del Muro di Huy 111 cicliste, delle 139 partite da Huy, portarono a termine la competizione.

## Squadre e corridori partecipanti
| N.      | Cod. | Squadra                        |
| ------- | ---- | ------------------------------ |
| 1-6     | FDJ  | FDJ-Suez                       |
| 11-16   | MOV  | Movistar Team Women            |
| 21-25   | SDW  | Team SD Worx                   |
| 31-36   | AGS  | AG Insurance-Soudal Quick-Step |
| 41-46   | LDL  | Lotto Dstny Ladies             |
| 51-56   | LIV  | Liv Racing TeqFind             |
| 61-66   | TFS  | Trek-Segafredo                 |
| 71-76   | CSR  | Canyon-SRAM Racing             |
| 81-86   | DSM  | Team DSM                       |
| 91-96   | UAD  | UAE Team ADQ                   |
| 101-106 | TIB  | EF Education-Tibco-SVB         |
| 111-116 | JVW  | Team Jumbo-Visma               |

| N.      | Cod. | Squadra                         |
| ------- | ---- | ------------------------------- |
| 121-126 | FED  | Fenix-Deceuninck                |
| 131-136 | JAY  | Team Jayco AlUla                |
| 141-146 | UXT  | Uno-X Pro Cycling Team          |
| 151-156 | COF  | Cofidis Women Team              |
| 161-166 | HPW  | Human Powered Health            |
| 171-176 | CGS  | Israel Premier Tech Roland      |
| 181-185 | PHV  | Parkhotel Valkenburg            |
| 191-196 | DRP  | Lifeplus Wahoo                  |
| 201-205 | HPU  | Team Coop-Hitec Products        |
| 211-215 | DCH  | Duolar-Chevalmeire Cycling Team |
| 221-226 | ZAF  | Zaaf Cycling Team               |
| 231-236 | AUB  | St Michel-Mavic-Auber93         |

## Ordine d'arrivo (Top 10)
| Pos. | Corridore        | Squadra      | Tempo    |
| ---- | ---------------- | ------------ | -------- |
| 1    | Demi Vollering   | SD Worx      | 3h29'25" |
| 2    | Liane Lippert    | Movistar     | a 5"     |
| 3    | Gaia Realini     | Trek         | a 7"     |
| 4    | Mavi García      | Liv          | a 10"    |
| 5    | Évita Muzic      | FDJ          | s.t.     |
| 6    | Ashleigh Moolman | AG Insurance | s.t.     |
| 7    | A. van Vleuten   | Movistar     | s.t.     |
| 8    | Silvia Persico   | UAE          | a 16"    |
| 9    | Elise Chabbey    | Canyon       | s.t.     |
| 10   | Yara Kastelijn   | Fenix        | s.t.     |